# Àgata (personatge literari)
Àgata és un personatge literari, protagonista de l'obra La filla del mar d'Àngel Guimerà, estrenada en castellà el 12 de setembre de 1899 al Teatro Odeón de Buenos Aires, i en català el 6 d'abril de 1900 al Teatre Romea de Barcelona. És un dels personatges més aclamats de l'autor i sol considerar-se com una les millors personificacions guimeranianes del mestissatge.
La primera actriu a representar-la fou Maria Guerrero, responsable de l'estrena a Buenos Aires amb la seva companyia de teatre. En català, la primera actriu a representar-la fou Adelina Sala. Altres encarnacions destacades del personatge són les protagonitzades per actrius com Margarida Xirgu (en la versió cinematogràfica dirigida per Adrià Gual de 1917), Montserrat Carulla (en la versió escènica de Ricard Salvat de 1971), Anna Güell (dirigida per Sergi Belbel el 1992) i Elena Fortuny (dirigida per Josep Maria Mestres el 2002).

## Descripció
Àgata és una noia jove que fou adoptada per uns pescadors que la van rescatar d'un naufragi quan era petita. Suposadament és d'origen magribí, malgrat que a l'obra no s'acaba d'especificar. El fet de la seva adopció i l'origen incert fan que sigui repudiada i menystinguda per la gent del poble, que la consideren una no ningú. Criada com un mariner, és forta, valenta, vital, rabiüda, indomable, i sol ser vista com «un homenot». Com la majoria d'herois guimeranians és víctima d'una passió amorosa irrefrenable que la conduirà a la destrucció, i encarna el prototip d'ésser «diferent» que el seu entorn és incapaç d'entendre, acceptar i assimilar. Àgata és un clar paradigma dels personatges purs i innocents de Guimerà que a vegades poden semblar ximples als ulls dels espectadors a causa de la seva puresa. El seu nom de pedra preciosa (Àgata, del grec agatos, «el bo») ja anticipa aquesta puresa que serà menysvalorada per tothom. L'únic personatge que no la rebutjarà des de bon principi serà el vell Baltasanet.
L'antagonista d'Àgata és Mariona, la seva germanastra i filla legítima dels pescadors que la van rescatar. Mariona representa allò impur, en contrast amb la bondat pura d'Àgata. Mariona, que té una relació amb Pere Màrtir que els seus parents no consenten, ordirà un pla perquè el noi enamori Àgata i s'hi casi per tenir, així, una tapadora per continuar amb la seva relació amorosa. Pere Màrtir, un indià seductor d'escassa fortuna, accepta, però a mesura que coneix la bondat d'Àgata se n'enamora realment i es desencadena el drama. Ambdues noies, víctimes de la gelosia, s'enfrontaran i finalment Àgata, arran d'un malentès, matarà Pere Màrtir abans de suïcidar-se llançant-se al mar pel qual se sent atreta des de ben petita.

## Curiositats
En aquesta obra, com en altres creacions seves, Guimerà denuncia el racisme que pateix Àgata a causa dels seus orígens i es posiciona a favor dels fills il·legítims o bords, com s'anomenaven a l'època.
La figura d'Àgata, atreta constantment pel cant del mar, rememora certs personatges mitològics aquàtics, com les nimfes, les nereides o les sirenes i recrea la llegenda del suïcidi de Safo que va morir llençant-se al mar des d'un penya-segat.
A La filla de la mar s'inverteixen els rols típics de la majoria d'obres d'Àngel Guimerà, els personatges protagonistes enfrontats són dues dones i l'objecte del desig és un home.